# Liste der Bodendenkmäler in Schönau an der Brend
Auf dieser Seite sind die Bodendenkmäler in der unterfränkischen Gemeinde Schönau an der Brend zusammengestellt. Diese Tabelle ist eine Teilliste der Liste der Bodendenkmäler in Bayern. Grundlage ist die Bayerische Denkmalliste, die auf Basis des Bayerischen Denkmalschutzgesetzes vom 1. Oktober 1973 erstmals erstellt wurde und seither durch das Bayerische Landesamt für Denkmalpflege geführt wird. Die folgenden Angaben ersetzen nicht die rechtsverbindliche Auskunft der Denkmalschutzbehörde.

## Bodendenkmäler der Gemeinde Schönau an der Brend

### Bodendenkmäler in der Gemarkung Burgwallbach
| Lage                    | Objekt | Akten-Nr.     | Bild |
| ----------------------- | --- | ------------- | ---- |
| Burgwallbach (Standort) | Archäologische Befunde des Mittelalters und der frühen Neuzeit im Bereich der frühneuzeitlichen Katholischen Pfarrkirche Hl. Dreifaltigkeit von Burgwallbach. | D-6-5626-0026 |      |
| Burgwallbach (Standort) | Archäologische Befunde des Spätmittelalters und der frühen Neuzeit im Bereich der ehemalige Wasserburg bei Burgwallbach.                                      | D-6-5626-0027 |      |

### Bodendenkmäler in der Gemarkung Schönau a.d.Brend
| Lage                         | Objekt | Akten-Nr.     | Bild |
| ---------------------------- | --- | ------------- | ---- |
| Schönau a.d.Brend (Standort) | Archäologische Befunde der frühen Neuzeit im Bereich der Katholischen Kuratiekirche St. Laurentius von Schönau a.d.Brend. | D-6-5626-0024 |      |